# Economia da atenção

Competição de outdoors pela atenção do público em uma rua de Dhaka.

A economia da atenção é uma forma de se lidar com a administração de informação que trata a atenção humana como uma commodity escassa e aplica teorias econômicas para resolver diversos problemas da administração de informações. De acordo com Matthew Crawford: "Nas principais correntes da psicologia, a atenção é um recurso - e uma pessoa possui uma quantidade limitada dela".
"A noção da atenção como recurso limitado e cada vez mais desejado encontra-se no centro do que alguns autores têm chamado de economia da atenção (Frank, 1998; Davenport e Beck, 1998). (...) parece não haver dúvidas de que o que todo mundo mais deseja, e o que é sempre sentido como escasso, é a atenção."
Com a Internet tornando conteúdo cada vez mais imediatamente acessível e abundante, a atenção começa a se tornar o fator limitante no consumo de informação. Um forte gatilho desse efeito é que a capacidade mental de humanos é limitada e a receptividade de informação é, portanto, também limitada. Atenção permite a informação ser filtrada de maneira que a informação mais importante possa ser absorvida enquanto detalhes irrelevantes são deixados de lado.
Aplicativos de software levam em conta a economia da atenção em seu design de interface do usuário baseado na ideia de que se levar muito tempo para o usuário localizar algo, ele vai procurar uma alternativa para o aplicativo. Isso é feito, por exemplo, criando filtros para se assegurar que os usuários sejam apresentados às informações mais relevantes, de seu interesse e personalizado conforme o histórico de buscas do usuário.

## Teoria
Pesquisas de uma ampla gama de disciplinas sugerem que os humanos têm recursos cognitivos limitados que podem ser usados a qualquer momento, quando os recursos são alocados para uma tarefa, os recursos disponíveis para outras tarefas serão limitados. Dado que a atenção é um processo cognitivo que envolve a concentração seletiva de recursos em um determinado item de informação, com exclusão de outras informações perceptíveis, a atenção pode ser considerada em termos de recursos de processamento limitados.

### História
O conceito de economia da atenção foi primeiro inserido  pelo psicólogo e economista Herbert A. Simon  quando ele escreveu sobre a escassez de atenção em um mundo rico em informações.
Ele observou que muitos projetistas de sistemas de informação incorretamente representavam seu problema de projeto como falta de informação em vez de falta de atenção e, como resultado, eles construíam sistemas que se destacavam em fornecer mais e mais informações às pessoas, quando o que era realmente necessário eram sistemas que se destacassem em filtrar informações sem importância ou irrelevantes.

## Aplicações

### No Marketing

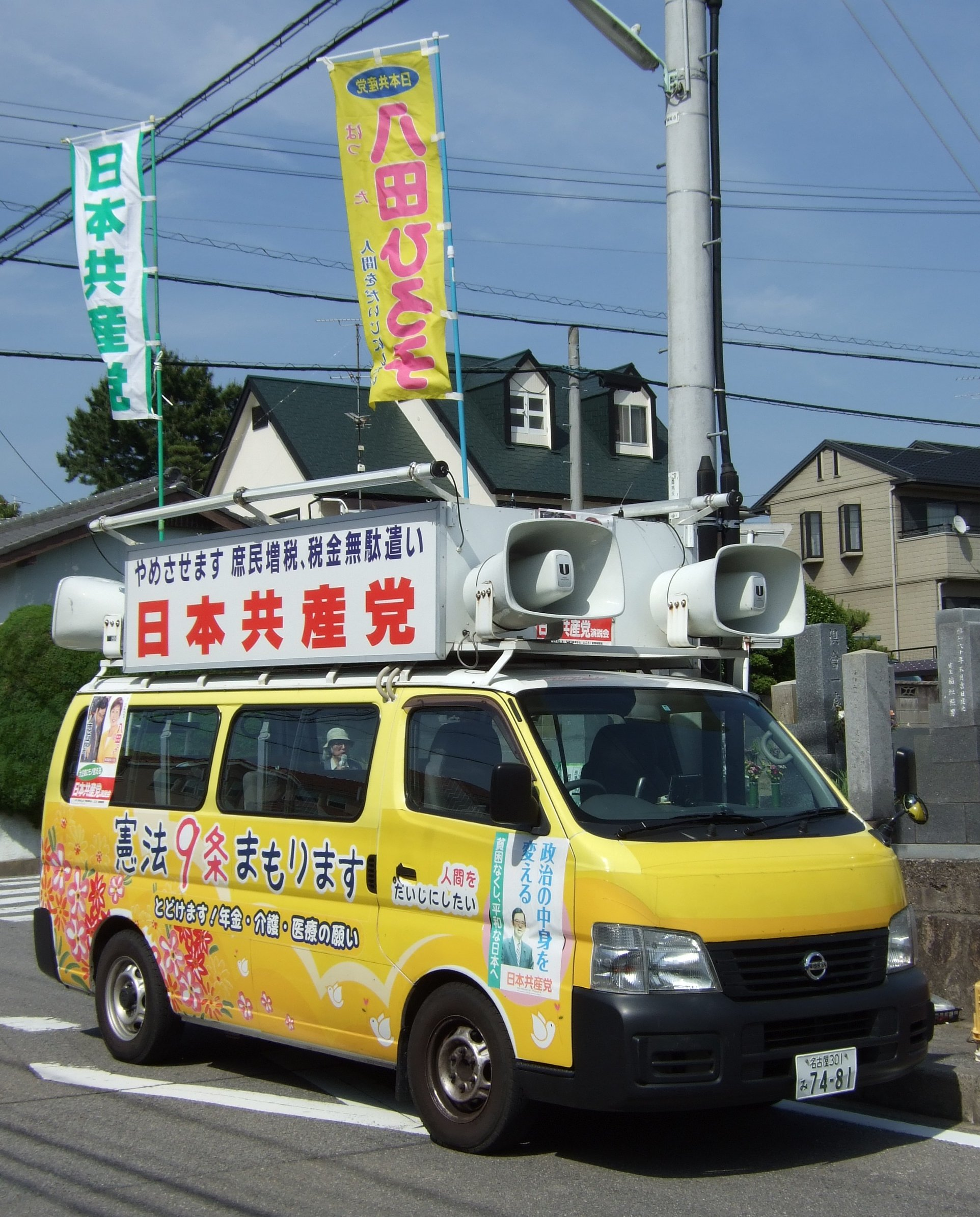
Caminhões de som, como este no Japão, involuntariamente ocupam a atenção de quem os ouve, um exemplo de roubo de atenção.

A economia da atenção trata a atenção do consumidor como um recurso. Um dos primeiros modelos tradicionais da publicidade foi o modelo AIDA - Atenção, Interesse, Desejo, Ação - a atenção, portanto é a primeira de quatro etapas para converter não-consumidores em consumidores. Atualmente com o custo de transmissão para consumidores foi diminuído, devido ao crescimento da publicidade online a atenção dos consumidores se torna o recurso escasso desse modelo.  Dessa forma as empresas tem dois desafios: Capturar e aproveitar os inúmeros dados gerados pelas interações digitais e criar conteúdos que interajam com os consumidores.
Anunciantes que apresentam conteúdo atraente a consumidores não consentidos e sem compensação foram criticados por perpetrar roubo de atenção.
Os “novos modelos de negócio”, empreendidos pelas chamadas “empresas de internet”, têm, como forma privilegiada de financiamento, as ações de marketing e de peças publicitárias. Para essas empresas , os modelos baseados na internet como espaço de distribuição e divulgação de conteúdo digital financiados por publicidade possibilitam a valorização de ambientes controlados na rede. Na economia do acesso às informações nas redes digitais há, portanto, um deslocamento de perspectiva. O que está no centro da atividade econômica é o controle do tempo de navegação e da atenção do usuário, além de seus dados de navegação. O usuário torna-se, ele próprio, através da transformação de sua experiência digital em uma grande quantidade de dados, um produto para uma ecologia de empresas de marketing digital.

### Comércio Virtual e Serviços de Streaming
A virtualidade do comércio eletrônico permite que as lojas não estejam limitadas por espaço físico nas prateleiras para a oferta de mercadorias. A infinidade de possibilidades no espaço virtual trás um enorme volume de informações que dificulta a tomada de decisão do consumidor na hora da compra.
Dessa forma foi compreendido que a sobrecarga de informações torna-se um empecilho na conquista de novos consumidores e no processo de venda através da web. Assim, o direcionamento e otimização da oferta de informação aos consumidores passou a ser parte da estratégia de comércios virtuais e a atenção dos consumidores passou a ser um importante recurso a ser conquistado. Portanto, novas estratégias de negócio surgem a partir desse paradigma, novos e sofisticados ambientes na web surgem com a intenção de atrair e manter a atenção do consumidor de modo que o mesmo dedique mais de seu tempo navegando em comércios virtuais ou serviços de streaming. A atenção e o tempo gastos nesses ambientes virtuais por sua vez também geram valor a partir da coleta de dados relativos ao comportamento do consumidor em tais ambientes.
Os serviços de recomendação nesses ambientes atendem aos princípios da economia da atenção, uma vez que o emprego desses serviços tem como objetivo facilitar o acesso ao consumo via web.

### Contaminação Informativa
Várias formas de informação (spam, anúncios) podem ser entendidas como uma forma de contaminação ou externalidade prejudicial. Na economia, uma externalidade é um subproduto de um processo produtivo que impõe encargos (ou proporciona benefícios) a terceiros que não o consumidor pretendido de um produto.

#### E-mail Spam
O termo “spam” representa toda mensagem ou informação enviada ao usuário sem permissão prévia ou interesse do mesmo.
Ou seja, o e-mail spam é o uso do serviço de correio eletrônico para envio de mensagens indesejadas, normalmente feito por disparo em massa, através de plataformas especializadas e para listas de endereços sem permissão de envio.

#### Web Spam
Com os mecanismos de busca se tornam a principal forma de encontrar informações na web além de serem os detentores da capacidade de concentrar a atenção dos pesquisadores, aparecer no topo das pesquisas se torna uma atividade difícil e uma mercadoria valiosa.
Na grande maioria dos casos os mecanismos de busca realizam o ranqueamento de suas respostas com base na popularidade da página e relevância com a busca feita pelo usuário, entretanto, o Web Spam, cada vez mais presente nesses mecanismos, representa o alto ranqueamento de uma página sem motivo aparente, páginas impopulares e que tem pouca relação com a pesquisa do usuário aparecem no topo das buscas devido ao impulsionamento vendido pelo navegador. O que pode se tornar extremamente prejudicial ao acesso a informação, visto que o altas posições nas buscas estão sendo consideradas pelo valor que se paga, e não pela importância e relação das informações contidas na página e a pesquisa do usuário.

## Atenção Social e Coletiva
A economia da atenção também é relevante para a esfera social. Especificamente, a atenção de longo prazo pode ser considerada de acordo com a atenção que uma pessoa dedica ao gerenciamento de suas interações com os outros. Dedicar muita atenção a essas interações pode levar a uma "sobrecarga de interação social",  ou seja, quando as pessoas ficam sobrecarregadas na gestão de seus relacionamentos com os outros, por exemplo, no contexto de serviços de redes sociais em que as pessoas são objeto de alto nível de solicitações sociais. A mídia digital e a internet facilitam a participação nessa economia ao criar novos canais de distribuição de atenção. As pessoas comuns agora têm o poder de atingir um público amplo publicando seu próprio conteúdo e comentando o conteúdo de outras pessoas.
Dessa forma, as redes sociais desempenham um papel central na administração da atenção humana como um coletivo, visto que sua utilização é corriqueira para grande parcela da população mundial. Dentre os pontos negativos em sua utilização, podemos destacar:
- Levam ao Vício.
- Conduzem ao Isolamento.
- Afetam a produtividade.[14]

### A Sociedade da Atenção
De acordo com uma pesquisa realizada pelo Statistic Brain Research Institute, o tempo médio de atenção de um adulto é de 8.25 segundos.
Segundo Jorge Wherthein (2000, p.71) a expressão “sociedade da informação” passou a ser utilizada, nos últimos anos desse século, como substituto para o conceito complexo de “sociedade pós-industrial” e como forma de transmitir o conteúdo específico do “novo paradigma técnico-econômico”. Tal termo busca retratar a mudança de insumo que ocorreu. As fábricas e a força da mão-de-obra pertencem a um tempo passado, atualmente a informação e o compartilhamento da mesma é o principal insumo, é o que move o mundo e diminui o abismo entre indivíduos.
Apesar da expansão do conhecimento ser em sua maior parte positivo, há um embate frequente em relação a este novo comportamento adquirido pela sociedade pós-industrial. A informação foi dispersada, porém, questiona-se em qual informação priorizar e direcionar, ao menos, 8.25 segundos da atenção.

### A Economia da Atenção
Kerckhove (2016), afirma que vivemos e ocupamos três espaços relacionados, mas independentes um do outro, o espaço físico, o espaço mental, e agora o ciberespaço ou espaço virtual. Um aspecto comum a todos eles, é a disputa pela atenção do indivíduo. A natureza finita do tempo significa que, no mundo da "web atenção", o cenário competitivo é abrangente. Tudo está em concorrência com tudo. Caso o espaço físico esteja sendo usufruído, por exemplo, um almoço em família, ao mesmo tempo, o espaço virtual, está perdendo a chance de captar aquela pessoa com o seu conteúdo e anúncios, já que essa é uma das principais formas como ele se mantêm. Há uma busca incessante pela atenção. Por mais que a sociedade saiba filtrar os seus interesses, os seus gostos e o que lhe desagrada, as grandes empresas e organizações sempre tentam superar os seus processos e técnicas para alcançar o maior número de pessoas possíveis e bombardeá-las com anúncios e informações que ela desenvolveu personalizadamente, com base nos gostos de uma pessoa em específico.

## Política
O conceito da economia da atenção pode não apenas ser usado por iniciativas privadas, como também por governos com o fito de manipular a opinião pública. Como exemplo, é possível citar a polêmica envolvendo o governo de Myanmar: é comum que em Myanmar, quando algum cidadão compra um aparelho celular, o vendedor pré-instale o Facebook no dispositivo e faça uma conta para o usuário, logo, o primeiro aplicativo que ele irá executar e saber usar será o Facebook, que foi usado pelo governo de Myanmar para disseminar ódio contra os muçulmanos rohingyas, promovendo sérios crimes contra esse grupo e levando cerca de 700 mil rohingyas a abandonar o país.
Assim, percebe-se que quando o poder público faz uso do poder de manipulação de massa pelas mídias sociais, os resultados tendem a ultrapassar o ambiente virtual e impactar no cotidiano de um povo.

## Relevância no Brasil Atual
No cenário político brasileiro também há impactos. As redes sociais começaram, nos últimos tempos, a ser usadas como ferramenta importantíssima de campanha política, podendo até mesmo ser usadas de forma irregular.
Outro problema ocasionado por esse fenômeno em território nacional e no mundo afora são as ondas de desinformação que, usadas como instrumento político, afetam uma boa parte dos usuários de internet, regredindo o debate público a níveis não vistos antes do crescimento das redes.  Isso acontece pois os algoritmos das redes, atendendo ao princípio de atrair ao máximo a atenção do usuário, não analisam o mérito de tal informação passada a ele, e sim o quanto aquele conteúdo o mantém conectado à respectiva rede social.
Dessa forma, é evidente que o Brasil, assim como qualquer outra nação conectada, está à mercê dos efeitos colaterais à sociedade causados pela lógica algorítmica que segue os preceitos da economia da atenção, esta que está presente em qualquer rede social popular. 